# (72827) Maxaub
(72827) Maxaub ist ein Asteroid des mittleren Hauptgürtels, der am 23. April 2001 vom spanischen Astronomen Rafael Ferrando am Observatorio Pla D’Arguines (IAU-Code 941) in Segorbe, Provinz Valencia entdeckt wurde.
Der Asteroid gehört zur Eunomia-Familie, einer nach (15) Eunomia benannten Gruppe, zu der vermutlich fünf Prozent der Asteroiden des Hauptgürtels gehören. Nach der SMASS-Klassifikation (Small Main-Belt Asteroid Spectroscopic Survey) wurde bei einer spektroskopischen Untersuchung von Gianluca Masi, Sergio Foglia und Richard P. Binzel bei (72827) Maxaub von einer hellen Oberfläche ausgegangen, es könnte sich also, grob gesehen, um einen S-Asteroiden handeln.
Die zeitlosen (nichtoskulierenden) Bahnelemente von (72827) Maxaub sind fast identisch mit denjenigen von zwei kleineren, wenn man von der Absoluten Helligkeit von 15,4 und 16,1 gegenüber 14,6 ausgeht, Asteroiden: (93200) 2000 SS115 und (282383) 2003 RU25.
(72827) Maxaub ist nach dem spanischen Schriftsteller Max Aub (1903–1972) benannt. Die Benennung erfolgte am 6. März 2004.